# Kurzia reversa
Kurzia Reversa là một loài rêu tản trong họ Lepidoziaceae. Loài này được (Carrington & Pearson) Grolle miêu tả khoa học lần đầu tiên năm 1963.